# Gens Horatia

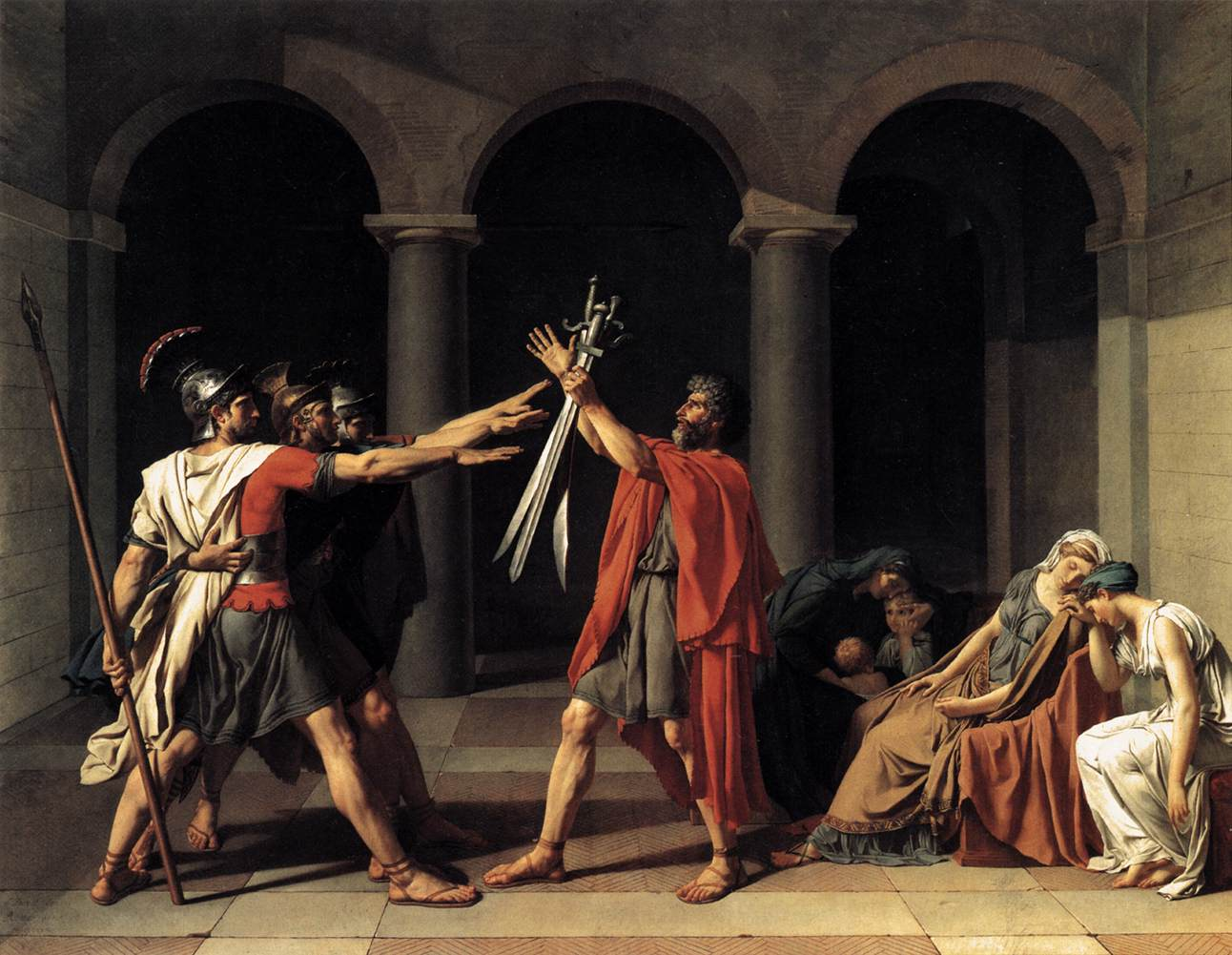
Een lid van de Gens Horatia legt een eed af.

De Gens Horatia was een van de oudste patricische families van Rome.
Vooral in de vroege en mythologische geschiedenis van Rome was de gens bekend om de soms 
legendarische daden van zijn leden. Zie hiervoor ook Horatii en Curiatii en Horatius Cocles.
De gens stierf in de 5e eeuw v.Chr. uit, latere dragers van het nomen Horatius zijn 
geen afstammelingen van de oude patricische gens, zoals de dichter Horatius.

## Bekende leden van degens Horatiaen dragers van hetnomenHoratius
- Publius Horatius en zijn broers, rond 650 v.Chr.
- Horatius Cocles, volksheld uit de oorlog tegen de Etrusken, rond 507 v.Chr.
- Marcus Horatius Pulvillus, consul 509 v.Chr., consul 507 v.Chr.
- Quintus (of Marcus) Horatius Pulvillus, consul 477 v.Chr., 457 v.Chr.
- Marcus Horatius Barbatus, consul 449 v.Chr.
- Lucius Horatius Barbatus, krijgstribuun 425 v.Chr.
- Lucius Horatius Pulvillus, consulair tribuun 386 v.Chr.
- Marcus Horatius, consulair tribuun 378 v.Chr.
- Quintus Horatius Flaccus (Horatius), † 8, dichter